# باغ علی‌شیر (ساردوئیه)
باغ علی‌شیر روستایی در دهستان ساردوئیه بخش ساردوئیه شهرستان جیرفت استان کرمان ایران است.

## جمعیت
بر پایه سرشماری عمومی نفوس و مسکن در سال ۱۳۹۵ جمعیت این مکان ۲۹۳ نفر (۹۴خانوار) بوده‌است.